# Communauté de communes des Rivières
Die Communauté de communes des Rivières war ein französischer Gemeindeverband mit der Rechtsform einer Communauté de communes im Département Aube in der Region Grand Est. Sie wurde am 17. Dezember 2004 gegründet und umfasste 17 Gemeinden. Der Verwaltungssitz befand sich im Ort Vendeuvre-sur-Barse.

## Historische Entwicklung
Am 1. Januar 2017 wurde der Gemeindeverband mit der Communauté de communes de Soulaines zur neuen Communauté de communes de Vendeuvre-Soulaines zusammengeschlossen.

## Ehemalige Mitgliedsgemeinden
1. Amance
2. Argançon
3. Beurey
4. Bossancourt
5. Champ-sur-Barse
6. Dolancourt
7. Jessains
8. La Loge-aux-Chèvres
9. Longpré-le-Sec
10. Magny-Fouchard
11. Maison-des-Champs
12. Montmartin-le-Haut
13. Puits-et-Nuisement
14. Trannes
15. Vauchonvilliers
16. Vendeuvre-sur-Barse
17. La Villeneuve-au-Chêne